# Mesrop Masjtots

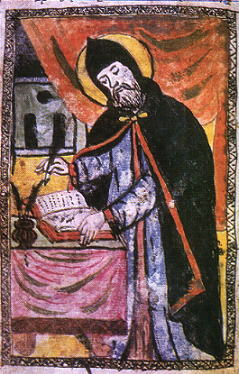
Afbeelding van Mesrop Mashtots in een manuscript uit 1776

De Heilige Mesrop Masjtots (Armeens: Մեսրոպ Մաշտոց Mesróp Maštóc’) (Hatsik, in het historische kanton Taron, 361 of 362 - Etsjmiadzin 17 februari 440) was een Armeens monnik, theoloog en linguïst. In 405 ontwierp hij het Armeens alfabet, dat de basis werd voor beide in Armenië gesproken talen (Oost-Armeens en West-Armeens). Mesrops alfabet vormde een cruciale stap in de versterking van de Armeens-Apostolische Kerk, de regering van het Koninkrijk Armenië en de verbondenheid tussen Armeniërs in het Koninkrijk en die in het Byzantijnse- en Perzische Rijk.

## Leven en werk
Mesrop kreeg al vanaf jonge leeftijd een hellenistische opleiding en leerde niet alleen Grieks, maar ook Syrisch en (Middel)-Perzisch. Hij diende enige tijd in het koninklijk leger en werkte vervolgens als secretaris van de koning, wiens besluiten en decreten hij in Griekse, Syrische en Perzische letters op schrift zette. Hij toonde al in die tijd een duidelijke interesse in de religieuze geschriften. Hij verliet het hof, werd tot priester gewijd en trok zich enkele jaren terug in een klooster om zich voor te bereiden op een leven als missionaris.
In zijn latere werk voor de missie hield hij zich met name bezig met het bekeren van heidenen en ketters in de regio Golthn, bij de rivier de Araxes. Hij werd daarbij geconfronteerd met problemen als gevolg van het ontbreken van een eigen schrift voor de Armeense taal. Het Griekse, Syrische en Perzische schrift, dat gebruikt werd om de religieuze geschriften in het Armeens op te stellen, waren niet bijzonder geschikt om de specifieke klanken van het gesproken Armeens weer te geven. Zowel de liturgie als het Heilige Schrift, die beide in Syrische karakters waren opgesteld, waren voor veel gelovigen onbegrijpelijk. Deze situatie deed Mesrop besluiten een eigen alfabet voor het Armeens te ontwikkelen.

### Alfabet
Het is onduidelijk in hoeverre Mesrop het alfabet zelf heeft ontworpen. Bekend is dat hij hulp vroeg en kreeg van Isaac, de Catholicos (een soort patriarch), en van Koning Vramsjapuh, die sinds 392 aan de macht was. Volgens Armeense biografieën vroeg hij bovendien Daniel, een Mesopotamisch bisschop, en de monnik Rufinus uit Samosata om ondersteuning. Het alfabet was gereed in 406. Het markeerde het begin van de Armeense literatuur maar bleek ook een belangrijk element in de versterking van het Armeens nationaal besef.
Aangemoedigd door Isaac en Vramshapuh stichtte Mesrop door het hele land scholen, om het Armeense volk zijn alfabet bij te brengen. Ook begon hij, samen met leerlingen en andere collega's, direct aan de vertaling van de liturgie en de Bijbel. Daarnaast bleef hij actief als missionaris, niet alleen in Armenië, maar ook in Georgië en Kaukasisch Albanië, waar hij aangepaste versies van zijn alfabet gebruikte.

### Patriarchaat
Na de dood van catholicos Isaak nam Mesrop diens werkzaamheden over, en droeg zorg voor het bestuur van het patriarchaat. Slechts zes maanden later overleed hij echter ook zelf, na een kortstondig ziekbed, in Valarsabad (het huidige Etsjmiadzin). Hij ligt begraven in Oshakan, 8 kilometer ten zuidwesten van Ashtarak.
- Bibsys: 1460961538815
- Bibliothèque nationale de France: cb140083819 (data)
- Gemeinsame Normdatei: 119150514
- International Standard Name Identifier: 0000 0001 0576 9394
- Library of Congress Control Number: n84123691
- Nationale Bibliotheek van Letland: 000087942
- MusicBrainz: e56c04d9-ad17-4099-8dc6-8fd137e68c06
- Nationale Bibliotheek van Tsjechië: jo2008409671
- Nationale Bibliotheek van Israël: 987007265347405171
- Nationale Bibliotheek van Polen: a0000002943165
- Nederlandse Thesaurus van Auteursnamen: 07357547X
- Réseau des bibliothèques de Suisse occidentale: 02-A014265903
- SNAC: w6185rs6
- Système universitaire de documentation: 178874639
- Virtual International Authority File: 8191419
- WorldCat: E39PBJkhGV8VJ7C4W7hxTkH6Kd